# Čakanovce (okres Lučenec)
Čakanovce (maďarsky Csákányháza) jsou obec v okrese Lučenec v Banskobystrickém kraji na Slovensku. Žije zde přibližně 1 100 obyvatel. V roce 2001 se 72 % obyvatel hlásilo k maďarské národnosti. Katastrální území obce sousedí s Maďarskem a nachází se v něm přírodní památka Čakanovský profil.